# Maison Bibesco
La famille Bibescu (ou en français Bibesco) est une dynastie roumaine ayant donné des princes à la Principauté de Valachie. Parmi les Bibescu, les plus connus sont :

## Descendance
- Dimitrie (1757-1831) époux d'Ecaterina Văcărescu
  - Georges III Bibesco hospodar de Valachie de 1843 à 1848, et, en tant que membre du Divan, chargé de la réorganisation de la Moldo-Valachie (1857). Epoux en premières noces de Zoé Mavrocordat puis de Maria Văcărescu (divorcée de Constantin Ghica).
  - Barbu Démètre Știrbei prince de Valachie de 1849 à 1853 puis de 1854 à 1856. Epoux.d'Elisabeth Cantacuzene-Pascanu, dont:.
    - Alexandre (1836-1895) époux de Maria Ghika-Comăneşti.
    - Barbu Știrbei premier ministre roumain du 4 juin 1927 au 20 juin 1927, neveu du précédent.